# Ловченац
Ловченац (серб. Ловћенац) — крупное село в Сербии, в автономном крае Воеводина.

## География и население
Ловченац входит в состав общины Мали-Иджёш, находящейся в Северно-Бачском округе Воеводины.
В 1948 году население села составляло 4.791 человек, затем оно постепенно уменьшается. Согласно переписи населения, проведённой в 2002 году, в Ловченаце проживали 3. 693 жителя, из которых черногорцы составляли 56,88 %, или 2.100 человек. На втором месте по численности были сербы (1.242 человека, или 33, 63 %), на третьем венгры (107 человек, или 2,89 %). Таким образом, Ловченац являлся единственным населённым пунктом Северной Бачки, где венгры были в меньшинстве.

## История
Под сербским названием Секич впервые упомянут в 1476 году, был тогда населён сербами. Под венгерским наименованием «Чегеди» (Szeghegy) впервые упоминается в 1570 году. При нашествии турок в XVI столетии был разорён и пришёл в запустение. Возрождён в 1786 году немецкими колонистами-протестантами. После окончания Первой мировой войны большая часть Бачки вошла в состав новообразованного государства Югославия, и Ловченац вместе с ней (под новым официальным названием Секич). 18 октября 1944 года во время Второй мировой войны село было освобождено Советской Армией. Впоследствии преимущественно немецкое население Ловченаца было выселено в Германию. Опустевшее вследствие этого село было заселено черногорским населением.

## Транспорт
Ловченац находится на железнодорожной линии Белград-Суботица. Железнодорожная станция расположена в полутора километрах западнее центральной части села.

## Города-побратимы
- Цетине, Черногория
- Бар, Черногория.